# Confine tra Belgio e Lussemburgo
Il confine tra il Belgio e il Lussemburgo descrive la linea di separazione tra questi due stati. Ha una lunghezza di 148 km.

## Descrizione
Il confine inizia dalla triplice frontiera tra Belgio, Francia e Lussemburgo situata sul fiume Chiers. Ha un andamento generale verso nord e termina alla triplice frontiera tra Belgio, Germania e Lussemburgo situata sul fiume Our.